# François Gall
François Gall (Kolozsvár, 22 marzo 1912 – Parigi, 9 dicembre 1987) è stato un pittore francese.

## Biografia
Pittore ungherese naturalizzato francese, perfeziona il suo talento artistico all'Accademia Reale di Belle Arti di Roma e al Collegium Hungaricum. Grazie ad alcune borse di studio viaggia in tutta Europa stabilendosi infine a Parigi, città nella quale frequenta l'Accademia e incontra maestri come Derain e Picasso. Per i suoi dipinti Gall attinge dal campionario umano che la capitale francese gli offre: l'animata vita parigina, con i suoi scorci urbani e il suo popolo, diventa il suo soggetto privilegiato. L'artista però non si ferma qui e nelle sue opere propone sia una tavolozza scura, caratterizzata dal tema della guerra, sia una tavolozza brillante ad esempio delle scene di mercato, dei porti e delle spiagge. 
Per la sua arte, Gall riceve importanti riconoscimenti nell'adottiva Francia e ottiene notorietà internazionale con importanti esposizioni in Europa e America.